# 永援圣母堂 (捷尔诺波尔)

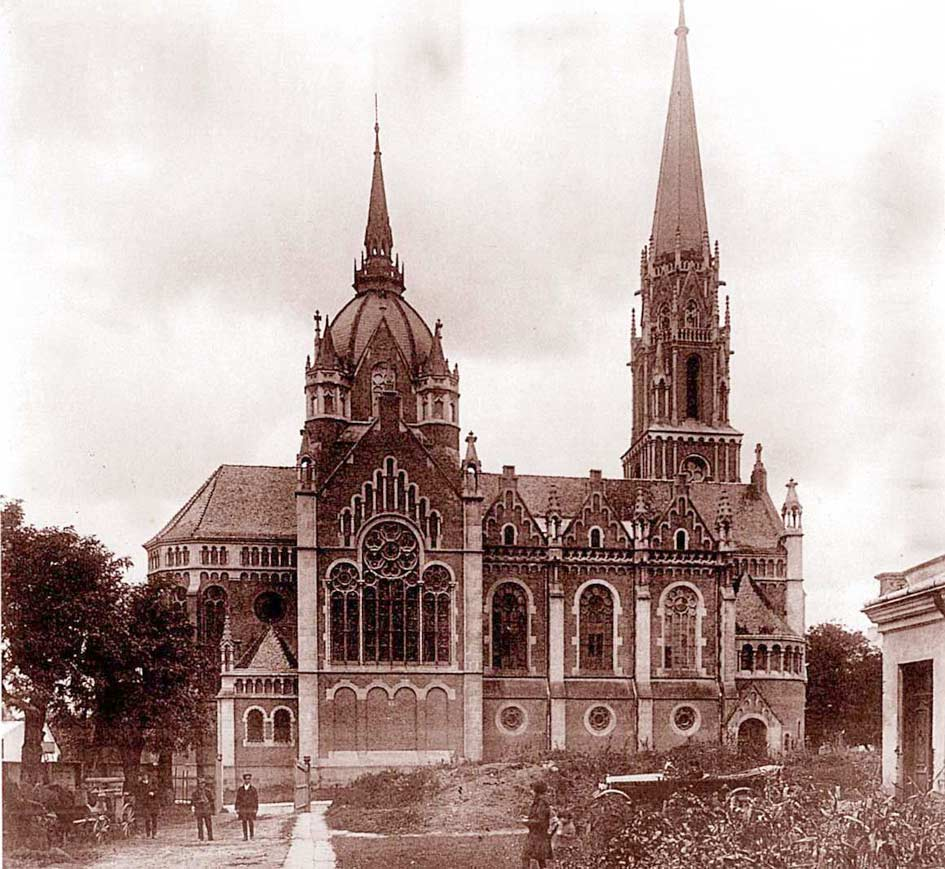
塔诺波尔永援圣母堂

永援圣母堂（波蘭語：Kościół Matki Boskiej Nieustającej Pomocy w Tarnopolu）是东加利西亚塔诺波尔历史上的一座罗马天主教堂区教堂，位于乌克兰捷尔诺波尔市中心。 
该教堂建于1903-1908年，哥特复兴式建筑风格，由特奥多尔·塔洛夫斯基设计。他的另一个设计项目是利沃夫的聖奧麗加和聖麗莎教堂。
二战以后，该市被苏联吞并，当地波兰天主教徒被向西驱赶到新的波兰边界以西。当地的苏联当局决定拆除这座教堂，在1954年下令将其炸毁。后来，在原址建立一家百货公司。